# Прадо-и-Угартече, Мануэль
Мануэль Прадо-и-Угартече (исп. Manuel Prado y Ugarteche; 21 апреля 1889, Лима — 15 августа 1967, Париж) — перуанский политический деятель, дважды становился президентом Перу.

## Биография
Мануэль Прадо-и-Угартече родился в аристократической семье, его отцом был президент Перу Мариано Игнасио Прадо. Старший единокровный брат Мануэля — Леонсио Прадо Гутьеррес — был героем войны с Чили, расстрелянным во время этого конфликта. Другие два брата занимали в разное время различные государственные посты, а также были кандидатами в судьи.
В молодости Прадо-и-Угартече принимал участие в свержении президента Биллингхёрста.
В 1934—1939 годах — президент Центрального резервного банка Перу.

## Первое президентство
После президентства Оскара Бенавидеса к власти пришёл Мануэль Прадо-и-Угартече.
За время его первого президентства было закончено асфальтирование перуанского участка Панамериканского шоссе.
В течение Второй мировой войны президент проявил себя как настоящий национальный лидер. Перу хоть и объявило войну Германии в феврале 1945 года, но с самого начала конфликта поддерживало США, поставляя продовольствие и ресурсы.
В 1941—1942 году у Перу с Эквадором произошёл вооружённый конфликт, который закончился победой Перу и территориальными уступками Эквадора, в результате которых Перу получило под контроль примерно 200.000 км² амазонской сельвы.
Во время своего первого президентства Прадо-и-Угартече восстановил в правах запрещённую при Санчесе Серро организацию АПРА.

## Второе президентство
После окончания своего первого президентского срока он отправился в путешествие по Европе, в результате он поселился на некоторое время в Париже. После президентства Мануэля Одрии сторонники Прадо в Перу убедили его вернуться в страну и вновь баллотироваться на пост президента. В Перу Прадо вернулся в 1955, а в 1956 году после победы на выборах во второй раз стал президентом.
Во второе правление Прадо его экономическая политика была более либеральной и экспериментальной. Прадо отменил субсидии на топливо и продукты питания, что вызвало многочисленные забастовки. Он также ограничил отток капитала и начал национализацию нефтяной промышленности.
В течение своего второго президентства Прадо добился, чтобы католическая церковь разрешила ему развод, после чего он женился во второй раз.
В 1961 году он стал первым иностранным главой государства, который с официальным визитом посетил Японию после Второй мировой войны.

## Свержение
Прадо не удалось в полном объёме завершить свой срок полномочий. После состоявшихся выборов, на которых победил его преемник — лидер АПРА Виктор Рауль Айя де ла Торре, оппозиция потребовала отменить результаты выборов, но Прадо отказался, и его отстранили от власти в результате государственного переворота 18 июля 1962 года. В результате Мануэль Прадо-и-Угартече был вынужден покинуть страну и уехать в Париж, как и его отец Мариано Игнасио Прадо во время Второй Тихоокеанской войны в 1879 году. После Прадо-и-Угартече Перу возглавил Рикардо Перес Годой.
Мануэль Прадо-и-Угартече умер в эмиграции в Париже 15 августа 1967 года.

## Иное
В истории Перу было всего два случая, когда сыновья президентов впоследствии становились президентами. Кроме Мануэля Прадо-и-Угартече, являвшегося сыном Мариано Игнасио Прадо, президентом становился также Хосе Пардо-и-Барреда, сын Мануэля Пардо.